# رامز في الشلال
رامز في الشلال، هو برنامج كاميرا خفية من إعداد وتقديم رامز جلال عُرض في موسم رمضان 1440 هـ / 2019م بشكل يومي على قنوات إم بي سي.
البرنامج من إخراج محمد نصير وإنتاج وليد الإبراهيم رئيس مجموعة إم بي سي. تم تصوير مقالب البرنامج في بالي، إندونيسيا.

## خلفية
قدم الممثل المصري رامز جلال 8 برامج مقالب للتلفزيون في السنوات الثمانية الماضية في شهر رمضان، أولها كان عام 2011 عندما قام ببطولة رامز قلب الاسد، ثم توالى في تقديم البرامج المسماة على اسمه الشخصي حيث قدم رامز ثعلب الصحراء في عام 2012 الذي كان في صحراء مصر والذي تعرض لانتقادات شديدة، ورامز عنخ آمون في عام 2013، ورامز قرش البحر في عام 2014، ورامز واكل الجو عام 2015، ورامز بيلعب بالنار عام 2016، ورامز تحت الأرض عام 2017، ورامز تحت الصفر عام 2018، ليعود عام 2019 بـرامز في الشلال.

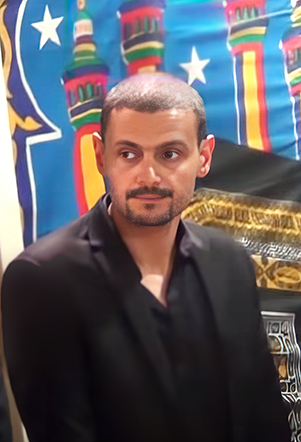
رامز جلال مُعد ومُقدم البرنامج

## فكرة المقلب
تدور أحداث البرنامج في جزيرة بالي، إندونيسيا. تتم الدعوة من قبل جاد شويري أو مهيرة عبد العزيز لتصوير إعلان في الجزيرة يخص المسابقات المائية، فيأتي المستضاف إلى الجزيرة بطائرة هليكوبتر ويتم استقباله هناك. تجري أحداث المقلب على فقرتين، الفقرة الأولى يقوم الضيف فيها بأداء الإعلان أمام فيل ضخم ويقوم برش الماء عليه، وفي الفقرة الثانية يقوم بالجزء الثاني من الإعلان فوق منصة، ولكن في وسط التصوير تنزل المنصة ويسقط الضيف في الماء ويقع في الشلال في مشهد مرعب، واثناء كل هذا يكون رامز جلال جالس بجانب الضيف ولكن متخفي في صورة رجال انقاذ، يتم انقاذه بعد ذلك في أرض صغيرة في الجزيرة ويفاجيء وحينها يكون رامز جلال قد هرب ليتنكر بزي غوريلا، ثم يهجم رامز عليهم متنكراً بالغوريلا ويرعب الضيف ثم يقوم بالنهاية باطلاق صفارته معلناً انتهاء المقلب.

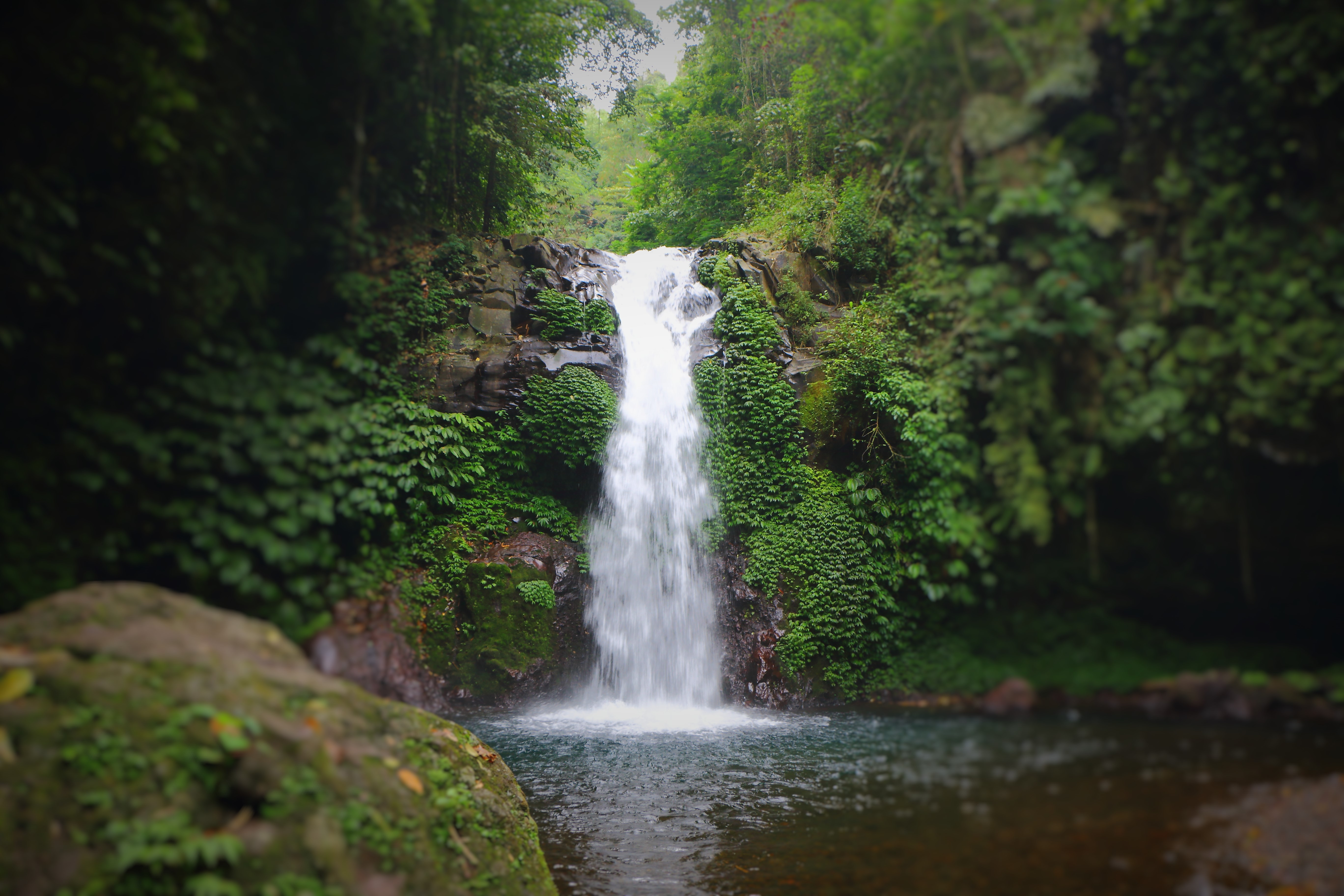
شلال في بالي، إندونيسيا. مكان أحداث المقلب.

## البث
- إم بي سي 1
- إم بي سي مصر
- إم بي سي العراق

## ضيوف البرنامج
| رقم الحلقة | ضيف الحلقة              | البلد                  | المهنة                   |
| ---------- | ----------------------- | ---------------------- | ------------------------ |
| 1          | فيفي عبده               | مصر                    | ممثلة وراقصة             |
| 2          | رضا عبد العال           | مصر                    | لاعب كرة قدم             |
| 3          | وائل جسار               | لبنان                  | مغني                     |
| 4          | فرجاني ساسي             | تونس                   | لاعب كرة قدم             |
| 5          | شيماء سيف               | مصر                    | ممثلة                    |
| 6          | مصطفى حجاج              | مصر                    | مغني                     |
| 7          | سلوى خطاب               | مصر                    | ممثلة                    |
| 8          | ريا أبي راشد            | لبنان                  | مذيعة                    |
| 9          | صالح جمعة               | مصر                    | لاعب كرة قدم             |
| 10         | تامر حبيب               | مصر                    | ممثل ومؤلف               |
| 11         | آسر ياسين               | مصر                    | ممثل                     |
| 12         | طاهر أبو ليلة، نور قدري | مصر                    | ممثل وممثلة              |
| 13         | شذى حسون                | العراق                 | مغنية                    |
| 14         | أحمد حجازي              | مصر                    | لاعب كرة قدم             |
| 15         | شيرين رضا               | مصر                    | ممثلة                    |
| 16         | محمد الشرنوبي           | مصر                    | ممثل ومغني               |
| 17         | حلا شيحة                | مصر                    | ممثلة                    |
| 18         | ماغي بو غصن             | لبنان                  | ممثلة                    |
| 19         | وليد سليمان             | مصر                    | لاعب كرة قدم             |
| 20         | بشرى                    | مصر                    | ممثلة                    |
| 21         | أحمد فتحي               | مصر                    | ممثل                     |
| 22         | طارق الشناوي            | مصر                    | ناقد فني                 |
| 23         | ندى بسيوني              | مصر                    | ممثلة                    |
| 24         | أحمد رزق                | مصر                    | ممثل                     |
| 25         | إسماعيل يوسف            | مصر                    | لاعب كرة قدم             |
| 26         | خالد الصاوي             | مصر                    | ممثل                     |
| 27         | شهيرة                   | مصر                    | ممثلة                    |
| 28         | هيكتور كوبر، محمود فايز | الأرجنتين مصر          | مدرب كرة قدم ومدرب مساعد |
| 29         | خلف الكواليس            | خلف الكواليس           | خلف الكواليس             |
| 30         | Best of رامز في الشلال  | Best of رامز في الشلال | Best of رامز في الشلال   |

## الإنتاج

### الشخصيات
بعد مساعدة مجدي عبد الغني لرامز في برنامجه الرمضاني لعام 2018 رامز تحت الصفر ساعده المخرج جاد شويري و مهيرة عبد العزيز في برنامجه رامز في الشلال عام 2019.

## التسويق والإصدار

### البث
في 3 أيار / مايو تم إطلاق المقطع الدعائي للبرنامج على قنوات ام بي سي

## وصلات خارجية
- رامز في الشلال على موقع قاعدة بيانات الأفلام العربية